# مارك لويس (لاعب اتحاد الرغبي)
مارك لويس (بالإنجليزية: Mark Lewis)‏ هو لاعب اتحاد الرغبي بريطاني، ولد في 18 يونيو 1982 في ويلز في المملكة المتحدة.